# 圣伊丽莎白教堂 (斯托克波特)
圣伊丽莎白教堂（英語：St. Elisabeth's Church）是一座位于英国斯托克波特的哥特式英格蘭教會教堂，由阿爾弗雷德·沃特豪斯设计，是一座始建于1881年的I级登录建筑，以威廉·霍尔兹沃思之妻的名字命名。

## 建筑风貌

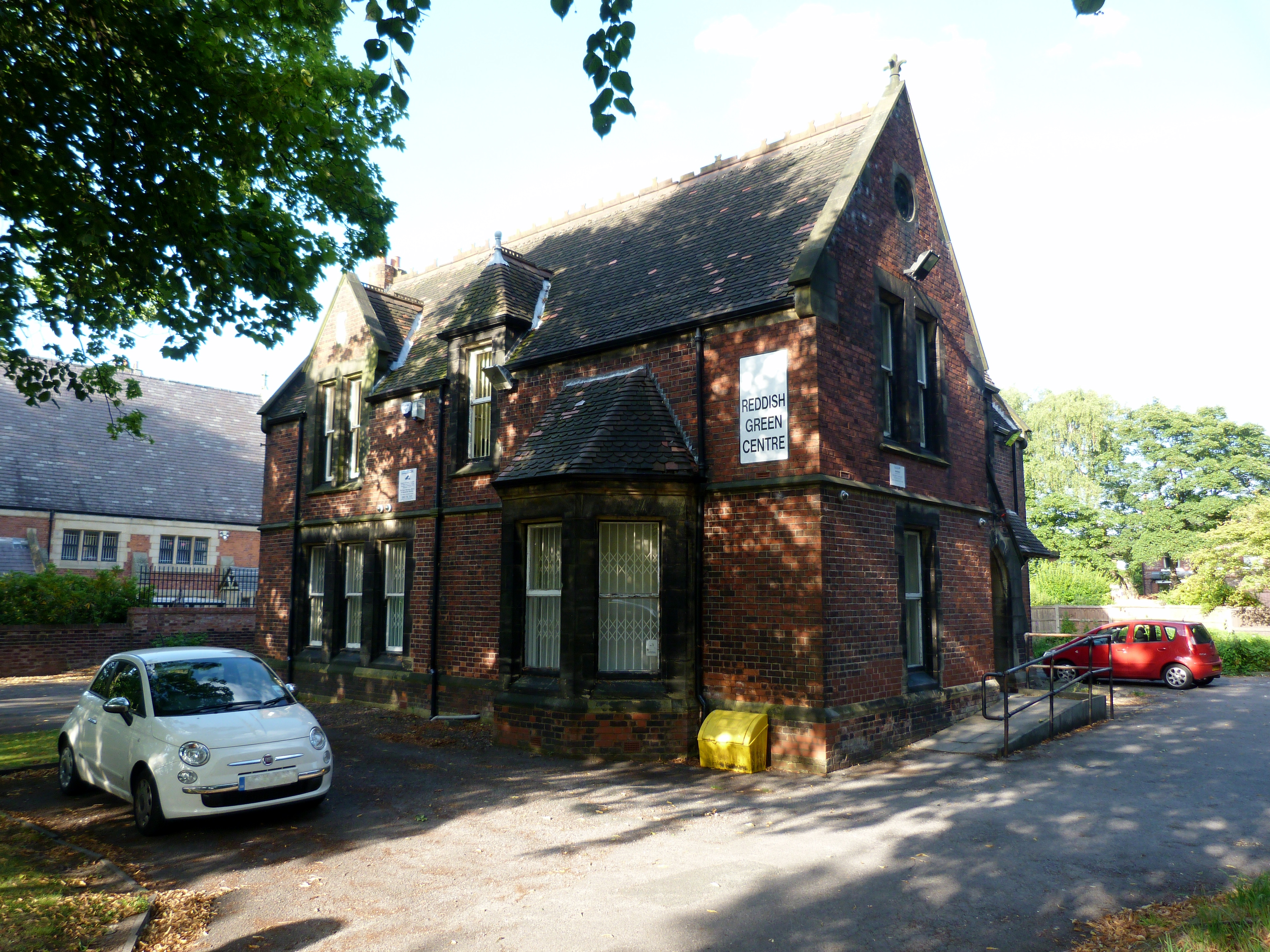
教區長住宅是一座II级登录建筑

19世纪70年代，一位名为威廉·霍尔兹沃思的厂长向艾尔弗雷德·沃特豪斯提出了建造圣伊丽莎白教堂的请求。圣伊丽莎白教堂在1881年至1883年期间完工，霍尔兹沃思承担了所有的建设费用。圣伊丽莎白教堂以霍尔兹沃思之妻的名字命名。钟楼的外壁共挂了八个时钟。教堂内的石柱主要用于支撑屋顶，是用贝勒维动物园的大象们从附近的运河搬运到教堂的。教堂内还有一幅刻在大理石上的图画，图画中描绘的4个人可能是传福音者（马太、路加、圣马尔谷和约翰）。

## 教區長住宅
教區長住宅是由阿尔弗雷德·沃特豪斯设计的另外一座建筑，始建于1874年，位于教堂的西南部，是一座II级登录建筑。

## 影视节目
圣伊丽莎白教堂是英国电视剧加冕街中Ashley Peacock和Maxine Heavey举办婚礼的地方，教堂在BBC的Clay中也有上镜。